# Varga Lajos Károly
Varga Lajos Károly (Nagyvárad, 1947. október 31.) nagyváradi magyar kutató fizikus, fizikai szakíró, a fizika tudományok kandidátusa (1996).

## Életútja
Középiskolai tanulmányait szülővárosában a 4. sz. Középiskolában 1965-ben, egyetemi tanulmányait a BBTE Fizika Karán 1970-ben végezte. 1975-ben Budapesten az MTA Központi Fizikai Kutatóintézetben doktorált (PhD). 1970-től a temesvári Hegesztő és Anyagvizsgáló Intézet főkutatója, közben 1980–84 között a budapesti MTA Központi Fizikai Kutatóintézet vendégkutatója volt. Az 1990-es években áttelepült Budapestre, ahol az MTA Szilárdtestfizikai és Optikai Kutatóintézetének munkatársa, 1996 óta a fizika tudományok doktora (CSc), a kutatás mellett kiveszi részét a PhD-hallgatók képzésében a BME és az ELTE fizikai doktori iskoláiban. Tudományos közleményeit német és angol nyelven publikálja.
Az 1989-es romániai forradalom első évfordulója alkalmából több napon át tartottak megemlékezést Temesváron, melyen Varga Lajos Károly is részt vett. "Amíg Isten engedi" - Tőkés László és gyülekezete kiállása, az 1989-es év eseménynaptára címen tartott előadást.

## Munkássága
- Resistivity measurements on amorphous Ni-P alloys prepared by different techniques. T. Schmidt társszerzővel. Budapest : KFKI, 1982.
- Fordítása jelent meg a Nobel-díjas tudósok Bodó Barna szerkesztette Mit tettem mint fizikus? c. kötetében (Bukarest, 1985. Századunk).
- Szerzője a Metode de analiză a structurii metalelor şi aliajelor c. kötetnek (Bukarest, 1989).